# April 1983
Portal Geschichte | Portal Biografien | Aktuelle Ereignisse | Jahreskalender | Tagesartikel

◄ |
19. Jahrhundert |
20. Jahrhundert
| 21. Jahrhundert

◄ |
1950er |
1960er |
1970er |
1980er
| 1990er | 2000er | 2010er | ►

◄ |
1979 |
1980 |
1981 |
1982 |
1983
| 1984 | 1985 | 1986 | 1987 | ►

◄ |
Januar 1983 |
Februar 1983 |
März 1983 |
April 1983 |
Mai 1983 |
Juni 1983 |
Juli 1983 |
►
Dieser Artikel behandelt aktuelle Nachrichten und Ereignisse im April 1983.

## Tagesgeschehen

### Montag, 4. April 1983

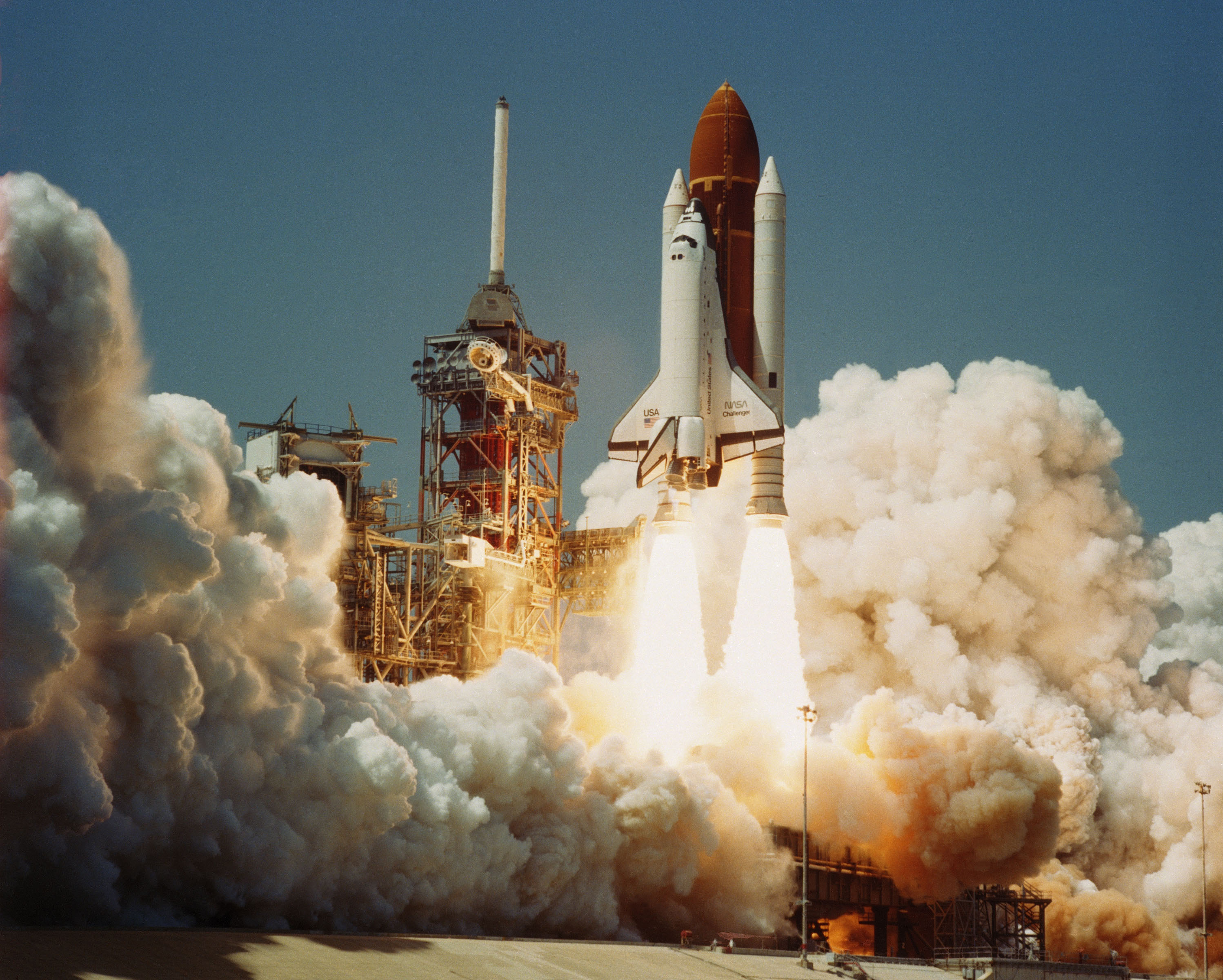
Start der Challenger – der große rote Behälter umfängt den Treibstoff

- Cape Canaveral/Vereinigte Staaten: Vom Kennedy Space Center startet die Weltraumorganisation NASA mit der Challenger ihre zweite voll flugtaugliche mehrfach verwendbare Raumfähre nach der Columbia, welche 1981 in Dienst gestellt wurde. Auf ihrer ersten Mission befördert die Challenger einen Satelliten in eine geostationäre Umlaufbahn.[1]

### Freitag, 8. April 1983
- Toms River/Vereinigte Staaten: Die Geburt des 8 kg schweren Babys Kevin Robert Clark löst einen Medienrummel aus. Ein Kind, das bei seiner Geburt noch schwerer war als Kevin aus New Jersey, ist in den Vereinigten Staaten nicht bekannt.[2]

### Montag, 11. April 1983

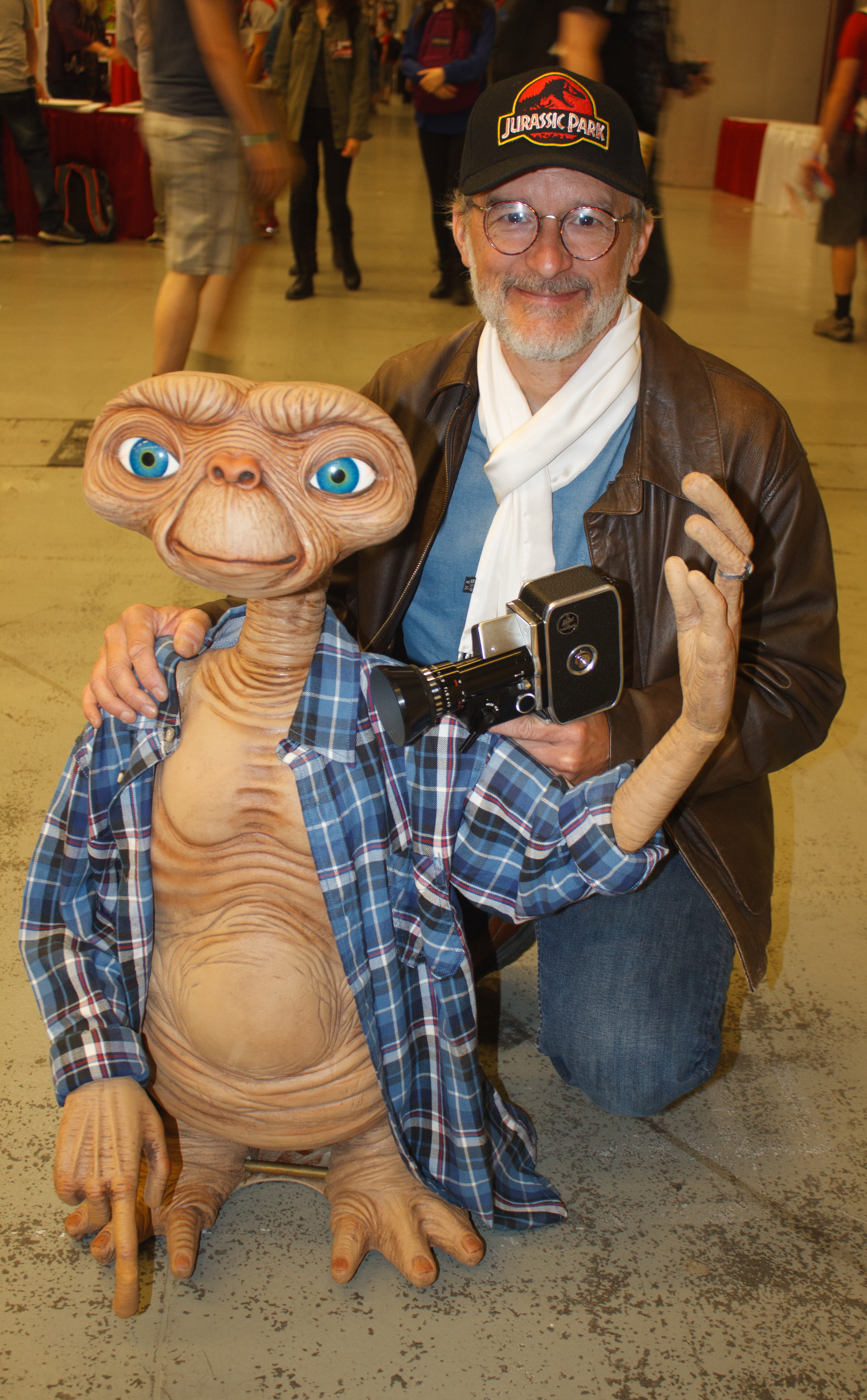
Nachbau von E.T. (links)

- Los Angeles/Vereinigte Staaten: Bei den 55. Academy Awards der Filmbranche wird Gandhi von Regisseur Richard Attenborough als bester Film prämiert. Der kommerziell erfolgreichste Film des Jahres 1982, E. T. – Der Außerirdische von Regisseur Steven Spielberg, erhält vier Oscars.[3]
- Wien/Österreich: Umweltschützer klettern auf die Müllverbrennungsanlage der Entsorgungsbetriebe Simmering und läuten damit die Aktionswoche „Saurer Regen“ ein. Es ist die erste Aktion des österreichischen Ablegers der Non-Profit-Organisation Greenpeace (deutsch Grüner Frieden).[4]

### Mittwoch, 13. April 1983
- Karlsruhe/Deutschland: Das Bundesverfassungsgericht untersagt per Anordnung die geplante Volkszählung. Eine endgültige Entscheidung steht aus. Gegen die Erhebung personenrelevanter Daten durch eine Volkszählung formierte sich in den letzten Jahren massiver Bürgerprotest, da die Wahrung der Daten – nach Meinung der Gegner – unter das juristisch nicht in allen Details definierte Recht auf freie Entfaltung der Persönlichkeit fällt.[5]

### Montag, 18. April 1983

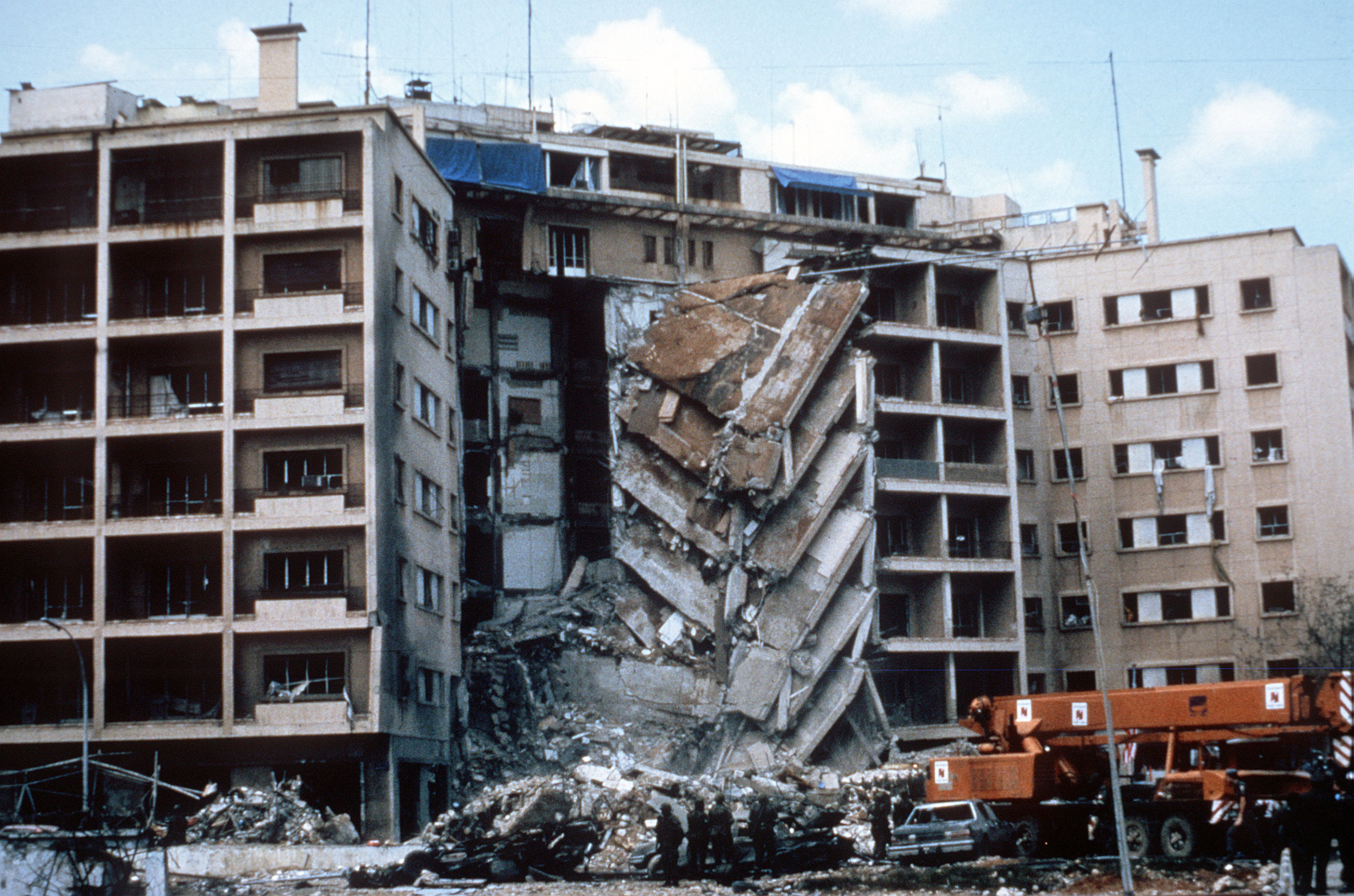
Beirut, Libanon

- Beirut/Libanon: Ein Selbstmordattentäter lenkt einen mit circa 900 kg Sprengstoff beladenen Lkw in die Frontseite der Botschaft der Vereinigten Staaten. Durch die ausgelöste Explosion sterben 63 Menschen, darunter 17 US-Bürger. Die Streitkräfte der Vereinigten Staaten unterstützen im Libanon als Teil einer multinationalen Truppe die bestehende Regierung unter Schafiq al-Wazzan.[6]

### Donnerstag, 21. April 1983

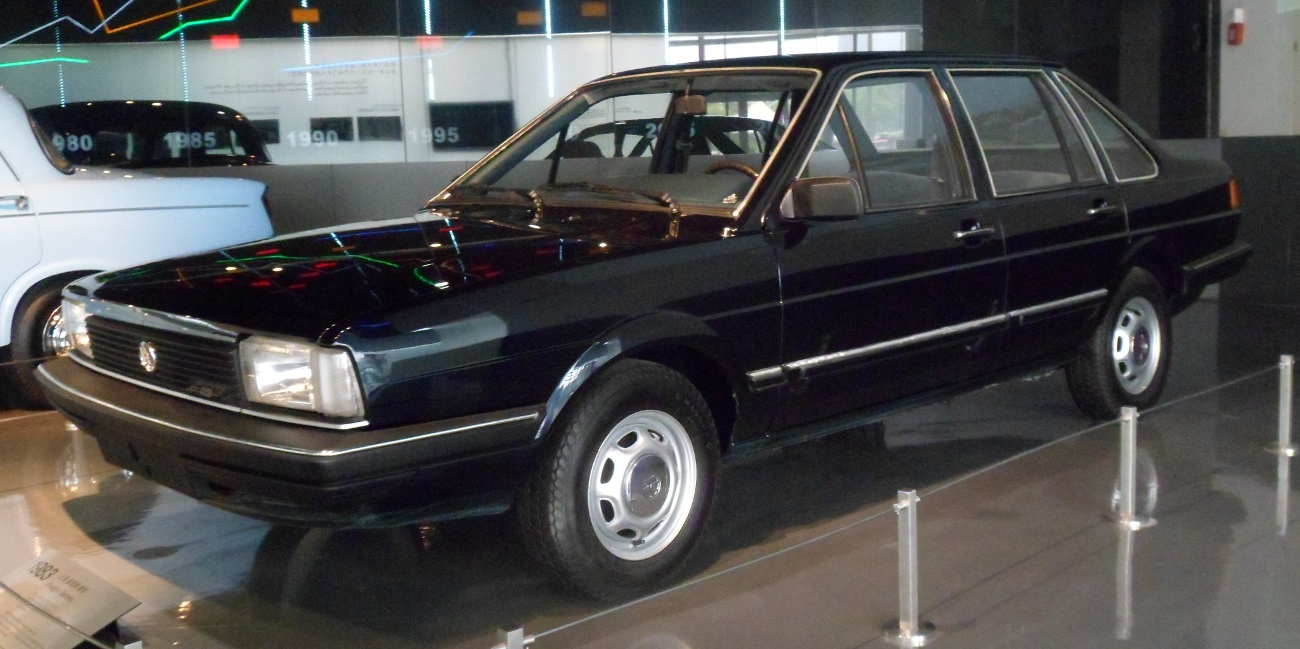
Shanghai Santana LX

- Shanghai/China: Die Zeitung Wen Hui Bao meldet, dass in einem Fahrzeugwerk der Shanghai Tractor Automobile Corporation (STAC) der erste Pkw des deutschen Kraftfahrzeugherstellers Volkswagen (VW) aus einem von VW angelieferten Completely-Knocked-Down-Bausatz des Modells VW Santana hergestellt wurde. VW strebt ein Joint Venture mit einem chinesischen Autobauer an, dabei gilt STAC als favorisierter möglicher Partner.[7][8]

### Samstag, 23. April 1983
- München/Deutschland: Die Französin Corinne Hermès gewinnt in der Rudi-Sedlmayer-Halle für Luxemburg das Finale im 28. Grand Prix Eurovision de la Chanson.[9]

### Sonntag, 24. April 1983

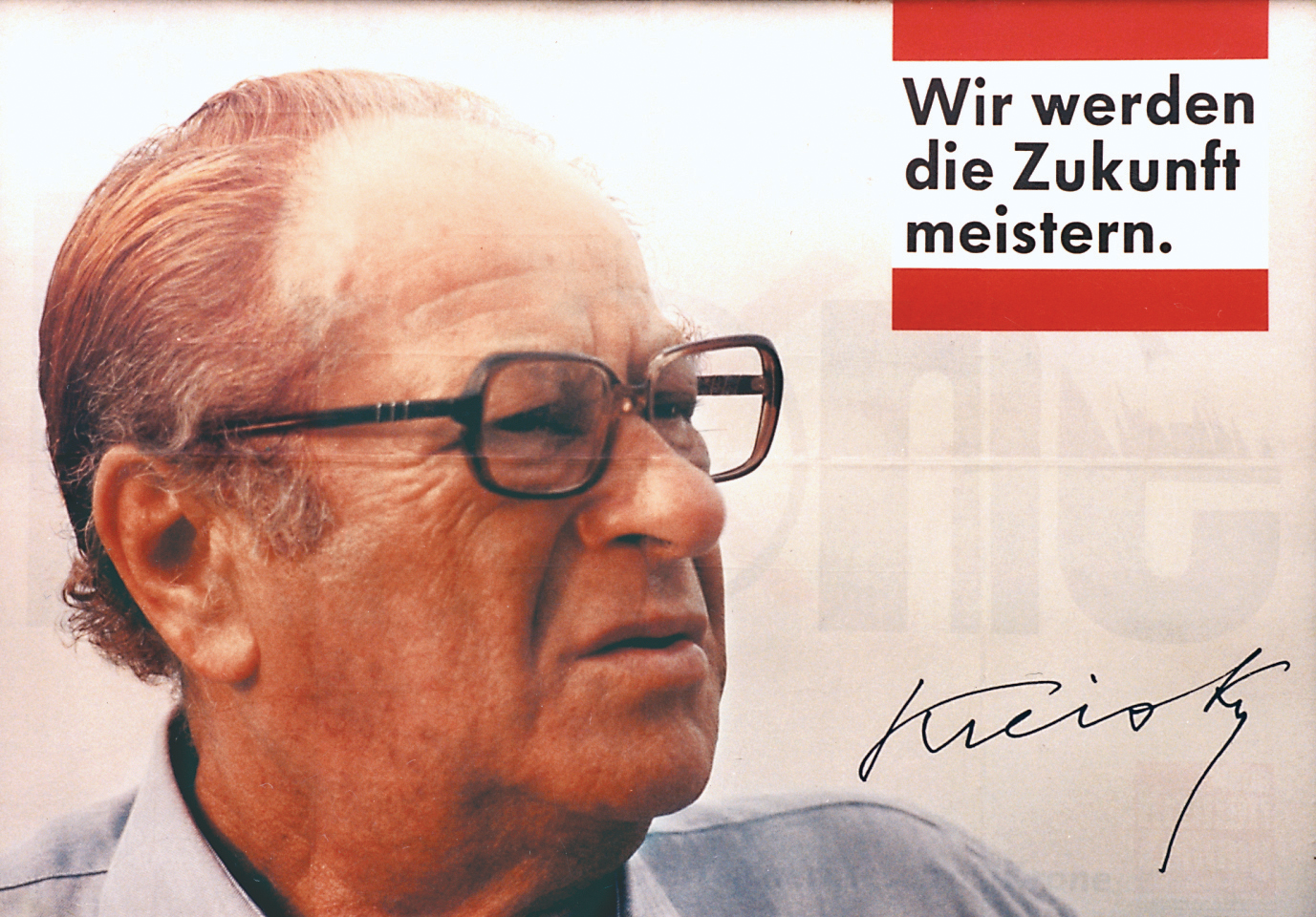
Bruno Kreisky auf einem Wahlplakat

- Wien/Österreich: Bei der Nationalratswahl wird die SPÖ des amtierenden Bundeskanzlers Bruno Kreisky stimmenstärkste Partei, verliert aber gegenüber der Wahl 1979 die absolute Mehrheit der Stimmen. Anteilig entfallen auf die SPÖ 90 Mandate im Nationalrat, auf die ÖVP 81 und auf die FPÖ zwölf. Bruno Kreisky gibt am Abend der Wahl seinen Rücktritt als Bundeskanzler bekannt.[10]
- Wien/Österreich: Bei der Landtags- und Gemeinderatswahl in der Hauptstadt legt die ÖVP zum dritten Mal in Folge zu und erreicht einen Stimmenanteil von rund 35 %. Klarer Wahlsieger hingegen ist die SPÖ mit rund 55,5 % der Stimmen. Seit 1954 entscheidet sich stets über die Hälfte der Wiener Wahlberechtigten für die SPÖ.[11]

### Montag, 25. April 1983

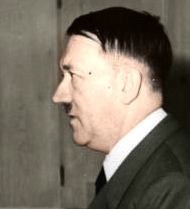
Führte Adolf Hitler Tagebuch?

- Hamburg/Deutschland: Die Zeitschrift Stern erscheint heute mit der Titelgeschichte „Hitlers Tagebücher entdeckt“. Auf einer Pressekonferenz gibt der Journalist Gerd Heidemann bekannt, die Bücher von Kunsthändlern erworben zu haben, die auf Objekte des so genannten „Dritten Reichs“ spezialisiert sind, dessen diktatorisch regierendes Staatsoberhaupt von 1933 bis 1945 der Österreicher Adolf Hitler war. Der Stern werde schon bald umfangreiche Auszüge der Dokumente veröffentlichen.[12][13]
- Wien/Österreich: Der Bundesparteivorstand der SPÖ nominiert Fred Sinowatz nach der Rücktrittsankündigung des SPÖ-Bundeskanzlers Bruno Kreisky als Kandidaten bei der kommenden Kanzlerwahl im Nationalrat und folgt dabei einem Vorschlag von Bruno Kreisky.[14]

### Donnerstag, 28. April 1983

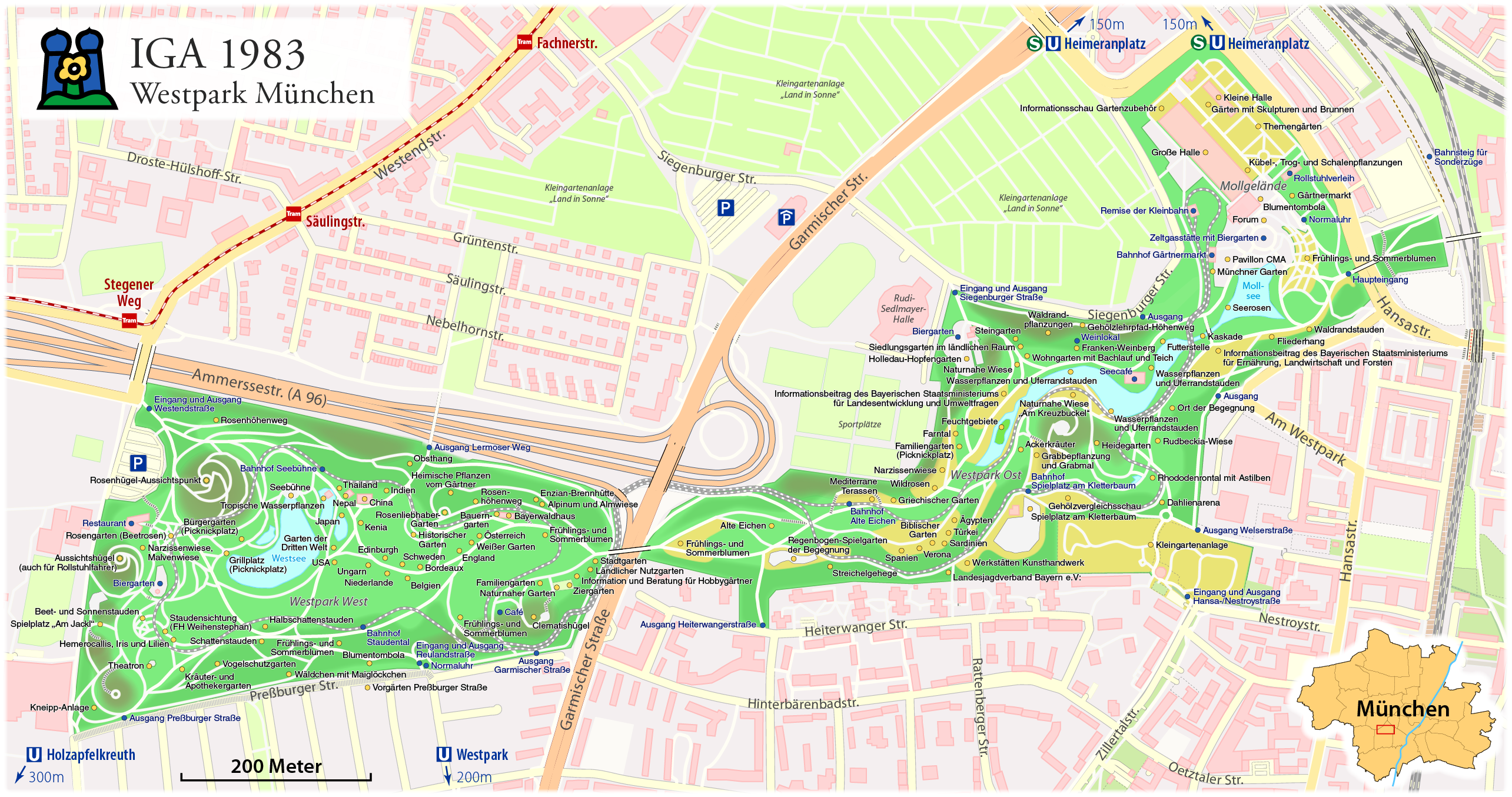
Westpark in München

- München/Deutschland: Im neu angelegten Westpark wird die Internationale Gartenbauausstellung eröffnet, die gleichzeitig die 17. Bundesgartenschau ist.[15]

### Samstag, 30. April 1983
- Aue/Deutschland: Der Titelverteidiger Berliner FC Dynamo wird vorzeitig Meister der Fußball-Oberliga der DDR 1983. Es ist der fünfte nationale Meistertitel in Serie für den Verein.[16]
- Halle/Deutschland: In der Christuskirche findet fast zehn Jahre nach Entstehung der Rockmusik-Stilrichtung Punk im Vereinigten Königreich und in den Vereinigten Staaten das erste Punk-Festival in der DDR statt. Die Jugendbewegung Punk wird vom Ministerium für Staatssicherheit als „feindlich-dekadent“ eingeordnet und intensiv beobachtet.[17]

## Weblinks

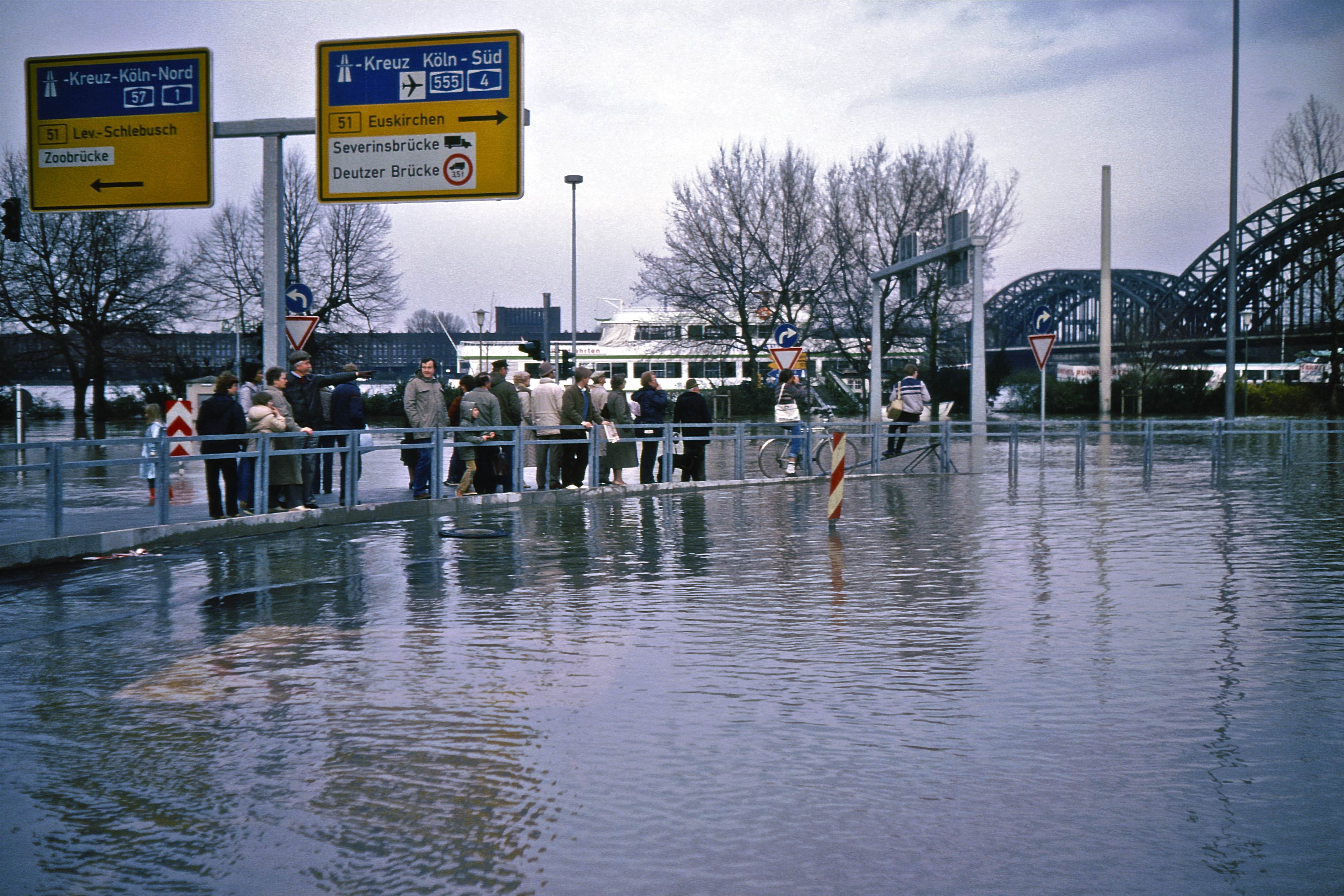
Köln im April 1983